# تاريخ جمهورية إفريقيا الوسطى

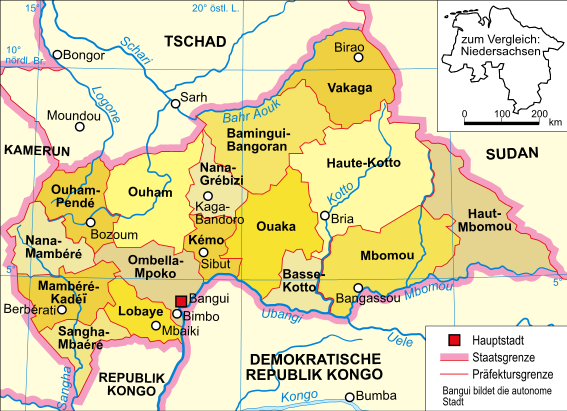
خريطة جمهورية إفريقيا الوسطى

يتألف تاريخ جمهورية إفريقيا الوسطى من أربع فترات مختلفة تقريبًا. بدأت الاستيطان منذ حوالي 10 آلاف بدأ الرحالة بالزراعة وصيد الأسماك في المنطقة. بدأت الفترة التالية منذ حوالي 1000 إلى 3000 سنة عندما بدأت عدة مجموعات من غير السكان الأصليين في الهجرة إلى المنطقة من أجزاء أخرى من القارة. تضمنت الفترة الثالثة الغزو الاستعماري وحكم البلاد من قبل فرنسا وألمانيا التي امتدت من أواخر 1800 حتى عام 1960 عندما أصبحت جمهورية أفريقيا الوسطى دولة مستقلة. كانت الفترة الأخيرة هي الحقبة التي كانت خلالها جمهورية إفريقيا الوسطى دولة مستقلة.

## التاريخ المبكر
منذ ما يقرب من 10000عام، أجبر التصحر مجتمعات الصيادين على التجميع جنوبًا في مناطق الساحل بشمال إفريقيا الوسطى، حيث استقرت بعض المجموعات وبدأت الزراعة كجزء من ثورة العصر الحجري الحديث. تقدمت الزراعة الأولية، وبعد ذلك ساعد تدجين نخيل الزيت الأفريقي على تحسين تغذية المجموعات والسماح بتوسيع السكان المحليين. وصل الموز إلى المنطقة وأضاف مصدرًا مهمًا للكربوهيدرات في النظام الغذائي؛ كما أنها كانت تستخدم في إنتاج الكحول. هذه الثورة الزراعية، إلى جانب الفترة التي بدأ فيها الصيد، واستخدام القوارب، سمحت بنقل البضائع. تم نقل المنتجات غالبًا في الأواني الخزفية، والتي تعد أول أمثلة معروفة للتعبير الفني عن سكان المنطقة.
تشير بوار المغليث في المنطقة الغربية من البلاد إلى مستوى متقدم من الإقامة يعود إلى العصر الحجري الحديث (حوالي 3500-2700 قبل الميلاد). وصلت أعمال الحديد إلى المنطقة في حوالي عام 1000 قبل الميلاد من ثقافتي البانتو في ما يعرف اليوم بالنيجيريا ومدينة مروي من النيل، عاصمة مملكة كوش.
خلال هجرات البانتو من حوالي 1000 قبل الميلاد إلى 1000 ميلادي، انتشر الناطقون بالأوبانغية شرقًا من الكاميرون إلى السودان، واستقر الأشخاص الناطقون باللغة البانتو في المناطق الجنوبية الغربية من جمهورية أفريقيا الوسطى، واستقر الأشخاص الناطقون باللغة السودانية الوسطى على طول نهر أوبانجي.
سيطر إنتاج النحاس والملح والأسماك المجففة والمنسوجات على التجارة الاقتصادية في منطقة وسط أفريقيا.
من المعروف أن أراضي جمهورية إفريقيا الوسطى الحديثة قد استقرت منذ القرن السابع على الأقل على يد إمبراطوريات متداخلة، بما في ذلك مجموعات كانيم بورنو وأواداي وباغيرمي ودافور القائمة على منطقة بحيرة تشاد وعلى طول الجزء العلوي من النيل.

## التاريخ الحديث المبكر
خلال القرنين السادس عشر والسابع عشر بدأ تجار الرقيق المسلمون في التجارة مع المنطقة، أخذ الرقيق إلى ساحل البحر المتوسط أو أوروبا أو شبه الجزيرة العربية أو نصف الكرة الغربي أو إلى موانئ الرقيق على طول ساحل غرب إفريقيا. أصبح شعب بوبانجي من كبار تجار الرقيق وباعوا أسيرهم إلى الأمريكتين باستخدام نهر أوبانجي للوصول إلى الساحل. خلال القرن الثامن عشر أنشأت شعوب بانديا-نزاكارا مملكة بانغاسو على طول نهر أوبانجي.
جلبت هجرة السكان في القرنين الثامن عشر والتاسع عشر مهاجرين جدد إلى المنطقة، بما في ذلك زاندي وباندا وبيا ماندجيا.

## الفترة الإستعمارية
في عام 1875، كان السلطان السوداني ربيع الزبير يحكم أوبانغي العليا، والتي تضمنت جمهورية أفريقيا الوسطى الحالية. وصل الأوروبيون، وخاصة الفرنسيون والألمان والبلجيكيين، إلى المنطقة في عام 1885. وعزز الفرنسيون مطالبهم القانونية في المنطقة من خلال اتفاقية عام 1887 مع كونجو فري ستيت، والتي منحت فرنسا حيازة الضفة اليمنى لنهر أووبانغي. بعد ذلك بعامين، أسس الفرنسيون مركزًا في بانغي، وفي عام 1894، أصبح أوبانغي شاري من الأراضي الفرنسية. ومع ذلك، لم يوطد الفرنسيون سيطرتهم على المنطقة حتى عام 1903، بعد أن هزموا قوات ربيع في معركة كوسيري، وأنشأوا إدارة استعمارية في جميع أنحاء الإقليم. في عام 1906، تم توحيد إقليم أوبانغي شاري مع مستعمرة تشاد. في عام 1910، أصبحت واحدة من المناطق الأربعة لاتحاد أفريقيا الاستوائية الفرنسية (AEF)، إلى جانب تشاد والكونغو الوسطى والغابون. تميزت السنوات الثلاثين المقبلة بثورات صغيرة الحجم في الغالب ضد الحكم الفرنسي وتطور اقتصاد على غرار المزارع. أكبر هذه التمردات كانت تمرد كونغو-وارا، عندما تمرد أكثر من 350 ألف مواطن ضد الإدارة الاستعمارية. بدأ الاختراق الأوروبي لأراضي وسط إفريقيا في أواخر القرن التاسع عشر أثناء التدافع من أجل إفريقيا. أنشأ الكونت سافورنان دي برازا الكونغو الفرنسية وأرسل بعثات إلى نهر أوبانجي من برازافيل في محاولة لتوسيع نطاق مطالبات فرنسا لتشمل أراضي في وسط إفريقيا. كما تنافست بلجيكا وألمانيا والمملكة المتحدة لإثبات مطالبهم بالأراضي في المنطقة.
في عام 1889، أنشأ الفرنسيون موقعًا على نهر أوبانجي في بانغي. في 1890-1891، أرسل دي برازا بعثات إلى نهر سانغا، في ما يعرف الآن بالجنوب الغربي من جمهورية إفريقيا الوسطى، في وسط حوض أوبانجي باتجاه بحيرة تشاد، وشرقًا على طول نهر أوبانجي باتجاه النيل، بقصد توسيع حدود الكونغو الفرنسية لربط الأراضي الفرنسية الأخرى في أفريقيا. في عام 1894، تم تحديد حدود الكونغو الفرنسية مع ليوبولد الثاني من دولة الكونغو الحرة البلجيكية والكاميرون الألمانية بموجب اتفاقات دبلوماسية. في عام 1899، تم تثبيت الحدود بين الكونغو الفرنسية والسودان على طول الفجوة الكونغو. هذا الوضع ترك فرنسا دون منافذها المرغوبة على النيل. بمجرد أن يتفق المفاوضون الأوروبيون على حدود الكونغو الفرنسية، كان على فرنسا أن تقرر كيفية دفع ثمن الاحتلال، والإدارة، والتنمية الباهظة التكلفة للملكية التي حصلت عليها. إن النجاحات المالية المُبلغ عنها لشركات الامتياز التابعة ليوبولد الثاني في كونجو فري ستيت أقنعت الحكومة الفرنسية بمنح 17 شركة خاصة تنازلات كبيرة في منطقة أوبانجي-شاري في عام 1899. مقابل الحق في استغلال هذه الأراضي عن طريق شراء المنتجات المحلية وبيع المنتجات الأوروبية السلع، وعدت الشركات بدفع الإيجار إلى فرنسا وتعزيز تطوير تنازلاتهم. استخدمت الشركات وكلاء أوروبيين وأفارقة استخدموا الأساليب الوحشية بشكل متكرر لإجبار المواطنين على العمل. في الوقت نفسه، بدأت الإدارة الاستعمارية الفرنسية في إجبار السكان المحليين على دفع الضرائب وتزويد الدولة بالعمالة المجانية. تعاونت الشركات والإدارة الفرنسية في بعض الأحيان في إجبار سكان إفريقيا الوسطى على العمل لصالحهم. بعض المسؤولين الفرنسيين أبلغوا عن انتهاكات ارتكبتها ميليشيات شركات خاصة، وزملائهم وقواتهم الاستعمارية، لكن الجهود المبذولة لمحاسبة هؤلاء الأشخاص قد باءت بالفشل تقريبًا. عندما وصلت أي أنباء عن فظائع ارتكبت ضد مواطني وسط إفريقيا إلى فرنسا وتسببت في احتجاجات صاخبة، أُجريت تحقيقات وأُجريت بعض المحاولات الضعيفة للإصلاح، لكن الوضع على أرض الواقع في أوبانجي شاري ظل على حاله تقريبًا.
خلال العقد الأول من الحكم الإستعماري الفرنسي، من حوالي 1900 إلى 1910، زاد حكام منطقة أوبانجي-شاري من أنشطتهم في مداهمة العبيد وبيع المنتجات المحلية إلى أوروبا. لقد استفادوا من معاهداتهم مع الفرنسيين لشراء المزيد من الأسلحة، والتي كانت تستخدم لالتقاط المزيد من العبيد: تم إخلاء جزء كبير من النصف الشرقي من أوبانجي شاري كنتيجة لتداول الرقيق من قبل الحكام المحليين خلال العقد الأول من الحكم الإستعماري. بعد أن تم تدمير قوة الحكام الأفارقة المحليين من قبل الفرنسيين، تراجعت غارات العبيد إلى حد كبير.
في عام 1911، تم التنازل عن أحواض سانغا ووباي إلى ألمانيا كجزء من اتفاقية منحت فرنسا يد حره في المغرب. ظل غرب أوبانجي-شاري تحت الحكم الألماني حتى الحرب العالمية الأولى، وبعد ذلك ضمت فرنسا الإقليم مرة أخرى باستخدام قوات وسط إفريقيا.
من 1920 إلى 1930، تم بناء شبكة من الطرق، وتم الترويج للمحاصيل النقدية وتشكيل خدمات صحية متنقلة لمكافحة مرض النوم. أنشئت البعثات البروتستانتية في أجزاء مختلفة من البلاد. ومع ذلك، تم إدخال أشكال جديدة من العمل القسري، حيث قام الفرنسيون بتجنيد أعداد كبيرة من الأوبانجيين للعمل على سكة حديد الكونغو والمحيط. مات الكثير من هؤلاء المجندين بسبب الإرهاق والمرض نتيجة لسوء الظروف.
في عام 1925، نشر الكاتب الفرنسي أندريه جيد كتاب رحله إلي الكونغو، الذي وصف فيه العواقب المقلقة للتجنيد على السكك الحديدية بين الكونغو والمحيط. وكشف عن استمرار الأعمال الوحشية التي ارتكبت ضد سكان وسط أفريقيا في غرب أوبانجي شاري من قبل أصحاب العمل مثل شركة الغابات في سانغا أوبانجي. في عام 1928، اندلعت تمرد كبير، تمرد كونغو وارا أو "حرب مجرفة"، في غرب أوبانجي شاري واستمر لعدة سنوات. لقد تم إخفاء مدى التمرد، الذي ربما كان أكبر تمرد ضد الإستعمار في أفريقيا خلال سنوات ما بين الحربين، بعناية عن الجمهور الفرنسي لأنه قدم دليلًا على وجود معارضة قوية للحكم الإستعماري الفرنسي والعمل القسري.
خلال ثلاثينيات القرن العشرين، ظهر القطن والشاي والقهوة كمحاصيل نقدية مهمة في أوبانجي شاري وبدأ تعدين الماس والذهب بشكل جدي. مُنحت عدة شركات قطنية شراء احتكارات على مساحات واسعة من إنتاج القطن وتمكنت من تحديد الأسعار المدفوعة للمزارعين، مما كفل الأرباح لمساهميها. في سبتمبر 1940، خلال الحرب العالمية الثانية، سيطر الضباط الفرنسيون الموالون للديجولي على أوبانجي شاري.
في أغسطس 1940، استجابت المنطقة، مع بقية AEF، لدعوة الجنرال شارل ديغول للقتال من أجل فرنسا الحرة. بعد الحرب العالمية الثانية، افتتح الدستور الفرنسي لعام 1946 أول سلسلة من الإصلاحات التي أدت في نهاية المطاف إلى الاستقلال الكامل لجميع الأراضي الفرنسية في أفريقيا الغربية والاستوائية. في عام 1946، تم منح جميع سكان AEF الجنسية الفرنسية والسماح لهم بإنشاء الجمعيات المحلية. ترأس التجمع في جمهورية أفريقيا الوسطى بارتيليمي بوغندا، وهو قس كاثوليكي كان معروفًا أيضًا بتصريحاته الصريحة في الجمعية الفرنسية حول الحاجة إلى التحرر الأفريقي. في عام 1956، ألغى التشريع الفرنسي بعض أوجه عدم المساواة في التصويت ونص على إنشاء بعض أجهزة الحكم الذاتي في كل إقليم.
أدى الاستفتاء الدستوري الفرنسي في سبتمبر 1958 إلى حل الإتحاد الآسيوي، وفي 1 ديسمبر من نفس العام، أعلنت الجمعية ولادة جمهورية إفريقيا الوسطى المتمتعة بالحكم الذاتي مع بوغندا كرئيس للحكومة. حكم بوغندا حتى وفاته في حادث تحطم طائرة في 29 مارس 1959. وحل ابن عمه، ديفيد داكو، رئيسا للحكومة. في 12 يوليو 1960، وافقت فرنسا على أن تصبح جمهورية أفريقيا الوسطى مستقلة تمامًا.في 13 أغسطس 1960 أصبحت جمهورية إفريقيا الوسطى دولة مستقلة وأصبح ديفيد داكو أول رئيس لها.

### مقاومة
على الرغم من وجود العديد من الثورات الصغيرة، لكن أكبرها كان تمرد كونغو وارا. بدأت المعارضة السلمية للتجنيد لبناء السكك الحديدية، وسوء المعاملة من قبل شركات الامتياز الأوروبية، في منتصف العشرينيات من القرن الماضي، لكنها أخذت منحى العنف عام 1928، عندما تمرد أكثر من 350 ألف مواطن ضد الإدارة الاستعمارية. على الرغم من مقتل زعيم المعارضة الرئيسي، كارنو، ديسمبر 1928، لم يُقمع التمرد بالكامل حتى عام 1931.

### نمو الاقتصاد والحرب العالمية الثانية
خلال الثلاثينيات من القرن الماضي، ظهر القطن والشاي والقهوة كمحاصيل مهمة في أوبانجي شاري وبدأ تعدين الألماس والذهب بشكل جدي. مُنحت العديد من شركات القطن احتكارات شراء على مساحات كبيرة من إنتاج القطن وتمكنت من تحديد الأسعار المدفوعة للمزارعين، ما ضمن أرباحًا لمساهميها.
في سبتمبر 1940، خلال الحرب العالمية الثانية، سيطر الضباط الفرنسيون المؤيدون لديغول على أوبانجي شاري. في أغسطس 1940، استجابت المنطقة، مع بقية الاتحاد، لدعوة الجنرال شارل ديغول للقتال من أجل فرنسا الحرة.

### الانتقال بعد الحرب إلى الاستقلال
بعد الحرب العالمية الثانية، افتتح الدستور الفرنسي لعام 1946 أول سلسلة من الإصلاحات التي أدت في النهاية إلى الاستقلال الكامل لجميع الأراضي الفرنسية في غرب إفريقيا وإفريقيا الاستوائية. في عام 1946، ومُنحوا الجنسية الفرنسية وسمح لهم بتأسيس مجالس محلية. ترأس التجمع في جمهورية إفريقيا الوسطى بارتيليمي بوجاندا، وهو قس كاثوليكي كان معروفًا أيضًا بتصريحاته الصريحة في الجمعية الفرنسية حول الحاجة إلى التحرر الأفريقي. في عام 1956، ألغى التشريع الفرنسي بعض التفاوتات في التصويت ونصّ على إنشاء بعض أجهزة الحكم الذاتي في كل إقليم.
أدى الاستفتاء على الدستور الفرنسي في سبتمبر 1958 إلى حل الاتحاد الإفريقي لكرة القدم، وفي 1 ديسمبر من نفس العام، أعلن المجلس ولادة جمهورية إفريقيا الوسطى المستقلة مع بوغندا كرئيس للحكومة. حكم بوغندا حتى وفاته في حادث تحطم طائرة في 29 مارس 1959. حل محله ابن عمه ديفيد داكو رئيسًا للحكومة. في 12 يوليو 1960، وافقت فرنسا على أن تصبح جمهورية إفريقيا الوسطى مستقلة تمامًا. في 13 أغسطس 1960، أصبحت جمهورية إفريقيا الوسطى دولة مستقلة وأصبح ديفيد داكو أول رئيس لها.

## الاستقلال

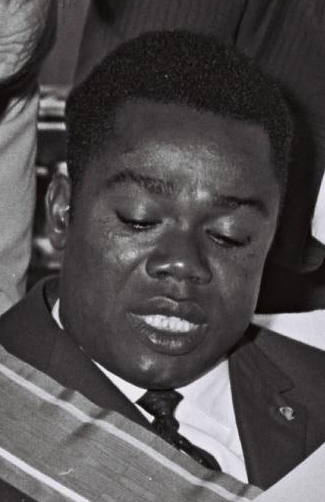
ديفيد داكو عام 1962

بدأ ديفيد داكو في تعزيز سلطته بعد فترة وجيزة من توليه المنصب في عام 1960. وقام بتعديل الدستور لتحويل نظامه إلى دولة ذات حزب واحد مع رئاسة قوية منتخبة لمدة سبع سنوات. في 5 يناير 1964، انتُخب داكو في انتخابات خاضها بمفرده.
خلال فترة ولايته الأولى كرئيس، زاد داكو بشكل كبير من إنتاج الألماس في جمهورية إفريقيا الوسطى من خلال القضاء على احتكار التعدين الذي تحتفظ به الشركات وسمح لأي بلدة من إفريقيا الوسطى بالتنقيب عن الألماس. كما نجح في بناء مصنع في بانغي. شجّع داكو التحول المركزي السريع لإدارة البلاد، والذي ترافق مع تزايد الفساد وعدم الكفاءة، ووسّع عدد موظفي الخدمة المدنية، ما أدى إلى زيادة كبيرة في جزء الميزانية الوطنية اللازمة لدفع الرواتب.
كان داكو مشتتًا ما بين حاجته إلى الاحتفاظ بدعم فرنسا وحاجته لعدم الخضوع لفرنسا. من أجل خلق مصادر بديلة للدعم وإظهار استقلاليته في السياسة الخارجية، وثّق علاقاته مع جمهورية الصين الشعبية. بحلول عام 1965، فقد داكو دعم معظم مواطني إفريقيا الوسطى وربما كان يخطط للاستقالة من الرئاسة عندما أُطيح به.

### بوكاسا وإمبراطورية أفريقيا الوسطى
في 1 كانون الثاني 1966، بعد انقلاب سريع وغير دموي تقريبًا، تولى العقيد جان بيديل بوكاسا السلطة كرئيس للجمهورية. ألغى بوكاسا دستور عام 1959، وحل الجمعية الوطنية، وأصدر مرسومًا ينص على وضع جميع السلطات التشريعية والتنفيذية في يد رئيس الجمهورية. في 4 مارس 1972، تم تمديد فترة رئاسة بوكاسا إلى مدى الحياة. في 4 ديسمبر 1976، أصبحت الجمهورية ملكية - إمبراطورية إفريقيا الوسطى - مع إصدار الدستور الإمبراطوري وتتويج الرئيس إمبراطور بوكاسا، تميز نظامه الاستبدادي بالعديد من انتهاكات حقوق الإنسان.

### كولينغبا
أثبتت جهود داكو لتعزيز الإصلاحات الاقتصادية والسياسية أنها غير فعالة، وفي 20 سبتمبر 1981، أطيح به بدوره في انقلاب غير دموي قام به الجنرال أندريه كولينغبا. علّق كولينغبا الدستور وحكم مع المجلس العسكري، اللجنة العسكرية الوطنية لمدة أربع سنوات.
عام 1985، تم حل الحزب الشيوعي الثوري، وعيّن كولينغبا حكومة جديدة مع زيادة المشاركة المدنية، ما أشار إلى بدء العودة إلى الحكم المدني. تسارعت العملية الديموقراطية عام 1986 مع إنشاء حزب سياسي جديد، التجمع الديمقراطي الوسطي، وصياغة دستور جديد صُدّق عليه لاحقًا في استفتاء وطني. أدى الجنرال كولينغبا اليمين الدستوري كرئيس دستوري في 29 نوفمبر 1986. أنشأ الدستور جمعية وطنية مكونة من 52 نائبًا منتخبًا، انتُخبوا في يوليو 1987. أجريت الانتخابات البلدية في عام 1988. قاطع خصوم كولينغبا السياسيان الرئيسيان، أبيل غومبا وأنجي فيليكس باتاسي، هذه الانتخابات لأن حزبيهما لم يُسمح لهما بالمشاركة.
بحلول عام 1990، وبعد سقوط جدار برلين، أصبحت الحركة المؤيدة للديمقراطية نشطة للغاية.  في مايو 1990، طلبت رسالة موقعة من 253 مواطنًا بارزًا الدعوة إلى عقد مؤتمر وطني.  رفض كولينغبا هذا الطلب واعتقل بدلاً من ذلك العديد من المعارضين. أدت الضغوط التي مارستها مجموعة من الدول والوكالات محليًا والولايات المتحدة وفرنسا، أخيرًا إلى موافقة كولينغبا، من حيث المبدأ، على إجراء انتخابات حرة في أكتوبر 1992.

### فرانسوا بوزيزيه
في 28 مايو 2001، اقتحم المتمردون مبانٍ إستراتيجية في بانغي في محاولة انقلاب فاشلة.  قُتل رئيس أركان الجيش، أبيل أبرو، والجنرال فرانسوا نجددير بيدايا، لكن باتاس احتفظ بالسلطة بمساعدة قوات من ليبيا وجنود متمردي جبهة تحرير الكونغو من جمهورية الكونغو الديمقراطية بقيادة جان بيير بيمبا.
في أعقاب الانقلاب الفاشل، سعت الميليشيات الموالية لباتاسيه للانتقام من المتمردين في العديد من أحياء العاصمة بانغي. وحرضوا على الاضطرابات التي أدت إلى هدم المنازل وتعذيب وقتل المعارضين.
بدأ باتاسيه يشك في أن الجنرال فرانسوا بوزيزيه متورط في محاولة انقلاب أخرى ضده، ما دفع بوزيزيه إلى الفرار مع القوات الموالية إلى تشاد. في مارس 2003، شن بوزيزيه هجومًا مفاجئًا على باتاسيه الذي كان خارج البلاد. هذه المرة، فشلت القوات الليبية ونحو 1000 جندي من منظمة بيمبا الكونغولية المتمردة في إيقاف المتمردين، الذين سيطروا على البلاد وبالتالي نجحوا في الإطاحة باتاسيه. في 15 مارس 2003، تحرك المتمردون إلى بانغي ونُصّب بوزيزيه رئيسًا.
أدين باتاسيه بارتكاب جرائم كبرى في بانغي. رُفعت قضية ضده وضد جان بيير بيمبا أمام المحكمة الجنائية الدولية، متهمة إياهم بارتكاب جرائم متعددة في قمع إحدى التمردات ضد باتاسيه.
فاز بوزيزيه في الانتخابات الرئاسية لعام 2005، وكان ائتلافه زعيمًا في الانتخابات التشريعية لعام 2005.